# اختبار الغلوكوز العشوائي

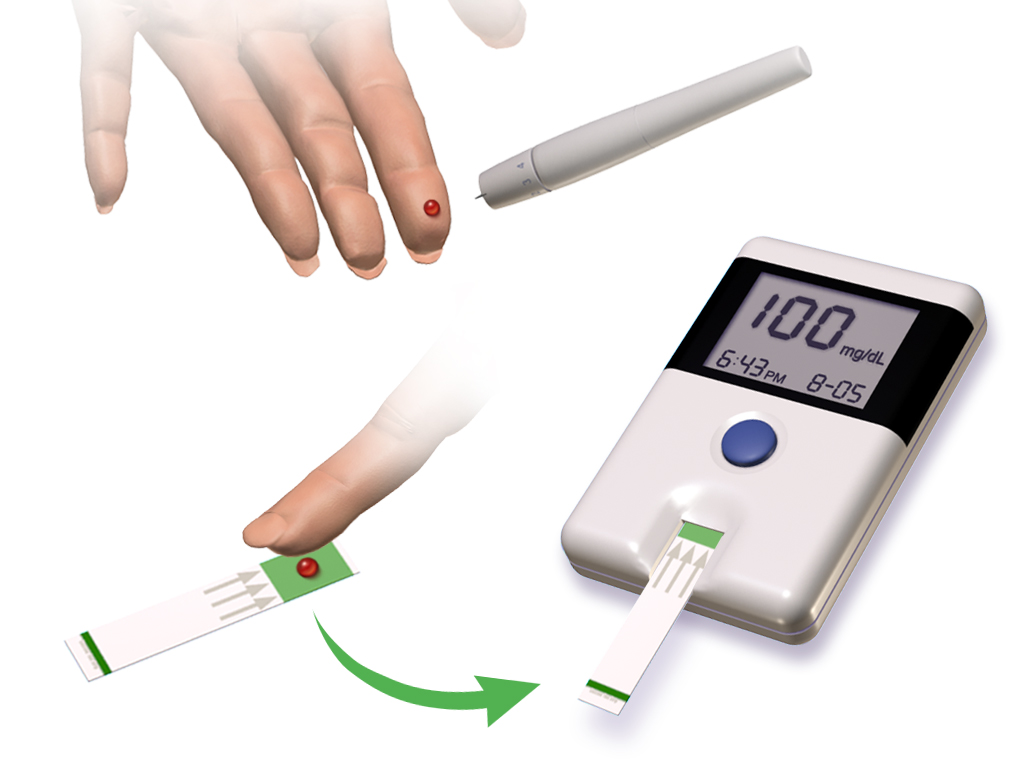
جهاز إلكتروني لقياس نسبة السكر بالدم.

اختبار الغلوكور العشوائي (بالإنجليزية: Random glucose test)‏ أو اختبار الغلوكوز العرضي (بالإنجليزية: casual blood glucose)‏ هو اختبار غلوكوز يستخدم لقياس مستوى سكر الدم في شخص غير ممتنع عن الطعام. ففي هذا الاختبار يتوقع أن يكون مستوى سكر الدم أعلى من نتيجة اختبار الغلوكوز الصومي بسبب تناول وجبة.

## المعدلات الطبيعية
المعدلات الطبيعية من 79 إلى 140 ملغ/د.لتر (4.4 إلى 7.8 ملي مول/لتر).
مستويات من 140 إلى 200 ملغ/د.لتر تدل على مقدمات السكري.
مستويات أعلى من 200 تدل على الإصابة بالسكري.